# Vevaxel
Vevaxel är en axel med en eller flera vevslängar (eller vevtappar) som omvandlar fram- och återgående rörelser hos vevstakar till en roterande rörelse i axeln. Omvandlingen kan ske i bägge riktningarna. Liknande rörelseomvandling kan ske med andra mekanismer:
- Excenter om vevtappens lagring har större diameter än vevslängen. Vid stora krafter.
- Vev om vevtappen dras för hand eller som en pedal.
- Kamaxel om vevtappen består av en kam som glider mot en följare. När speciella linjära rörelsemönster krävs.

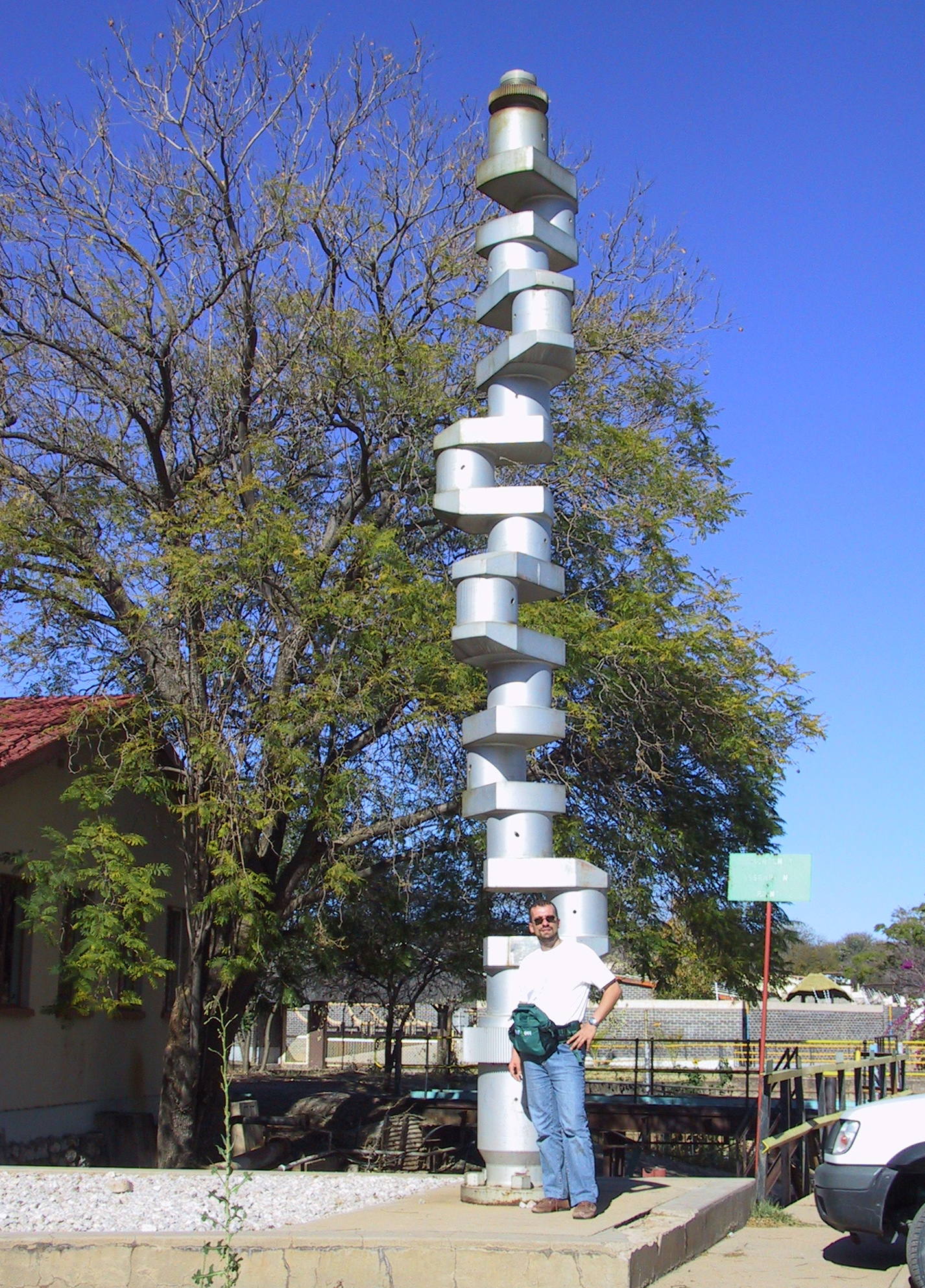
Vevaxel till en 6-cylindrig rak katedraldiesel till fartyg.

## Funktion
- Överföra kraft. Om kraften är mycket stor, till exempel i en stenkross, görs tappen som en excenter för att undvika böjning av axeln. Vid mellan- och lågbelastning, till exempel i en kolvmotor, har man ett glidlager i vevtappen. Kullager är svåra att montera på en vevsläng. Vidare krävs ramlager mellan varje vevsläng för att minska nedböjningar. Minst ett ramlager ger även axiell lagring för att motstå till exempel axialtryck från en koppling eller backslag.
- Eliminera dödlägen. Vid till exempel en ångmaskin med både drag och tryckkraft i vevstaken, räcker det med två vevslängar som inte ligger 180 grader mot varandra. Kolvmotorer som startas med kompressor behöver flera vevslängar som inte ligger bara 180 grader mot varandra. Normalt användes för kolvmotorer annars svänghjul för att dödlägen ska passeras.
- Vridstyvhet för att minska torsionssvängningar. Vridmomentet varierar nästan som en sinusfunktion (se rörelseekvationer nedan). I vissa kolvmotorer placerar man en svängningsdämpare i ena ändan av vevaxeln, inbyggd i drivremskivan till exempel.
- Eliminera vibrationer. Sker genom motvikter på varje vevsläng eller med hjälp av balansaxlar. Se vevstake.
- Tillåta att flera vevstakar lagras på samma vevsläng i de fall cylindrarna i en kolvmotor placeras i vinklar. Se kolvmotorer (V-motor, boxermotor och stjärnmotor).
- Förse ramlager och vevtapplager med smörjmedel. Sker oftast genom borrade hål i vevslängarna.

## Konstruktion

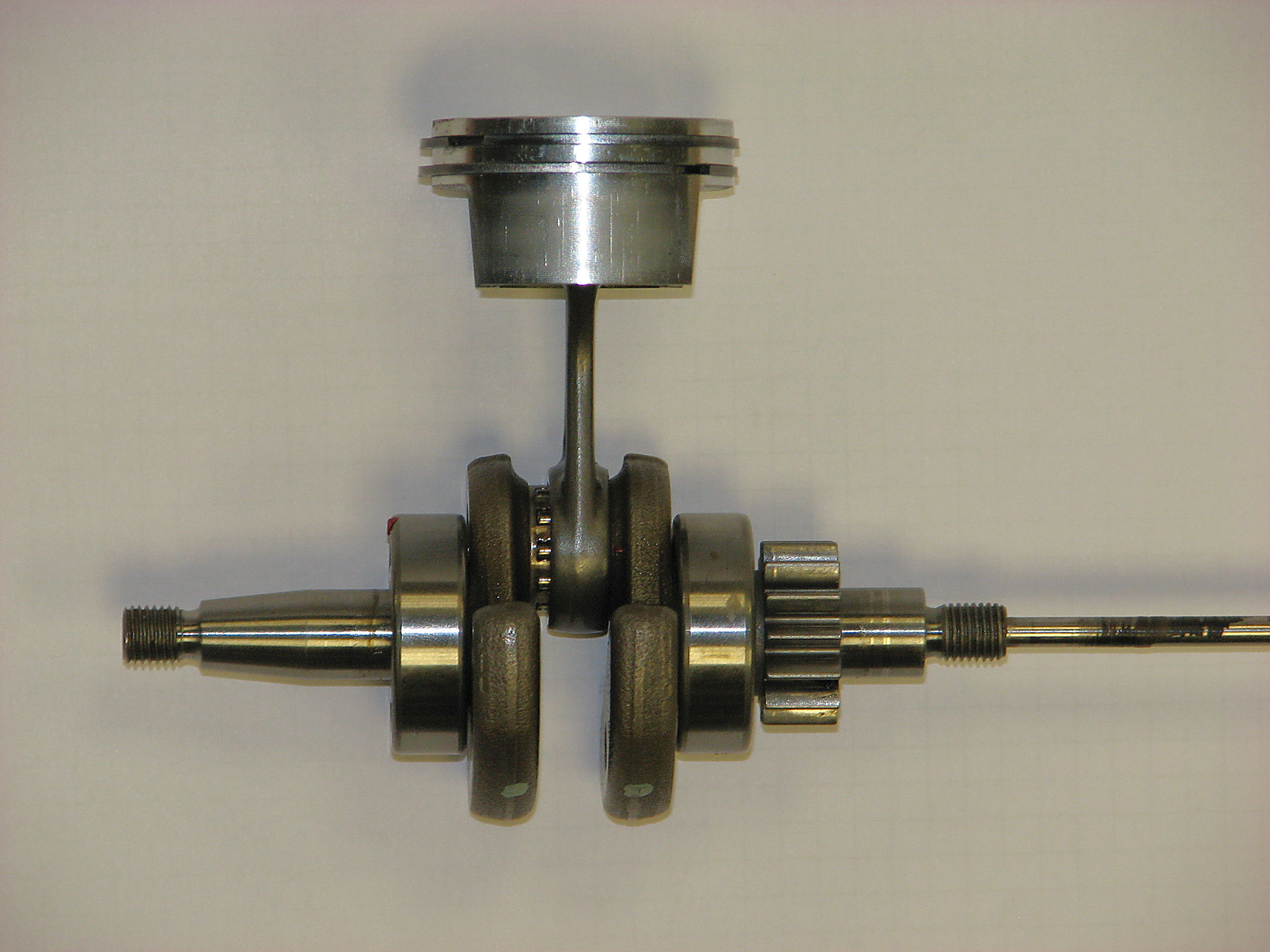
Vevaxel till en encylindrig kolvmotor.

Vevaxlar tillverkas oftast i smidesstål. Enklare vevaxlar, till exempel i motorsågar görs delbara för enklare montering. Lagerytorna slipas med små toleranser. En kylkompressor ska till exempel tåla drift i 15 år fast de går c:a halva tiden. I kolvmotorer har man sällan mer än 6 vevslängar. Undantag är stora katedraldieslar i fartyg som kan ha flera.
I ändarna monteras vanligen:
- Svänghjul
- Drivkoppling (vanligen i svänghjulet)
- Drivning av hjälputrustning (till exempel extrakraft i en traktor).
- Eventuell svängningdämpare.
- Vinkelgivare vid datorstyrda kolvmotorer (tandhjul med induktiva givare)
- Startkrans för vissa kolvmotorer för startmotor eller frihjul för startapparat med snöre. Ofta integrerade med svänghjulet.

Vevaxeln roterar vanligen i ett oljefyllt vevhus som dels ger stänksmörjning och dels via en oljepump ger ett trycksmörjning av glidlagren.
Vevaxelns ramlager är vanligen placerade i ett motorblock med hjälp av överfall. Dessa överfall sitter mellan vevslängarna (i raka motorer mestadels lika många som antalet cylindrar på rad + 1). Det finns dock exempel på motorer med färre ramlager; äldre fyrcylindriga motorer har till exempel ofta trelagrad vevaxel.

## Rörelseekvationer

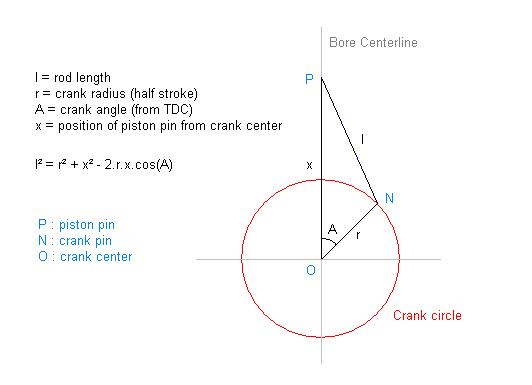
Diagram som geometriskt visar kolvbult, vevtapp samt ramlager.

Rörelserna hos vevtapp och cylinder i en kolvmaskin är komplexa. Ett urval av formler anges nedan.

### Vinkelhastighet
Vevaxelns vinkelhastighet beror av varvtalet
(RPM):
{\displaystyle \omega ={\frac {2\pi \cdot rpm}{60}}}

### Triangeln kolvbult, vevtapp och ramlager
För triangeln i figuren gäller sambandet:

{\displaystyle l^{2}=r^{2}+x^{2}-2\cdot r\cdot x\cdot \cos A}

### Kolvens position, hastighet och acceleration

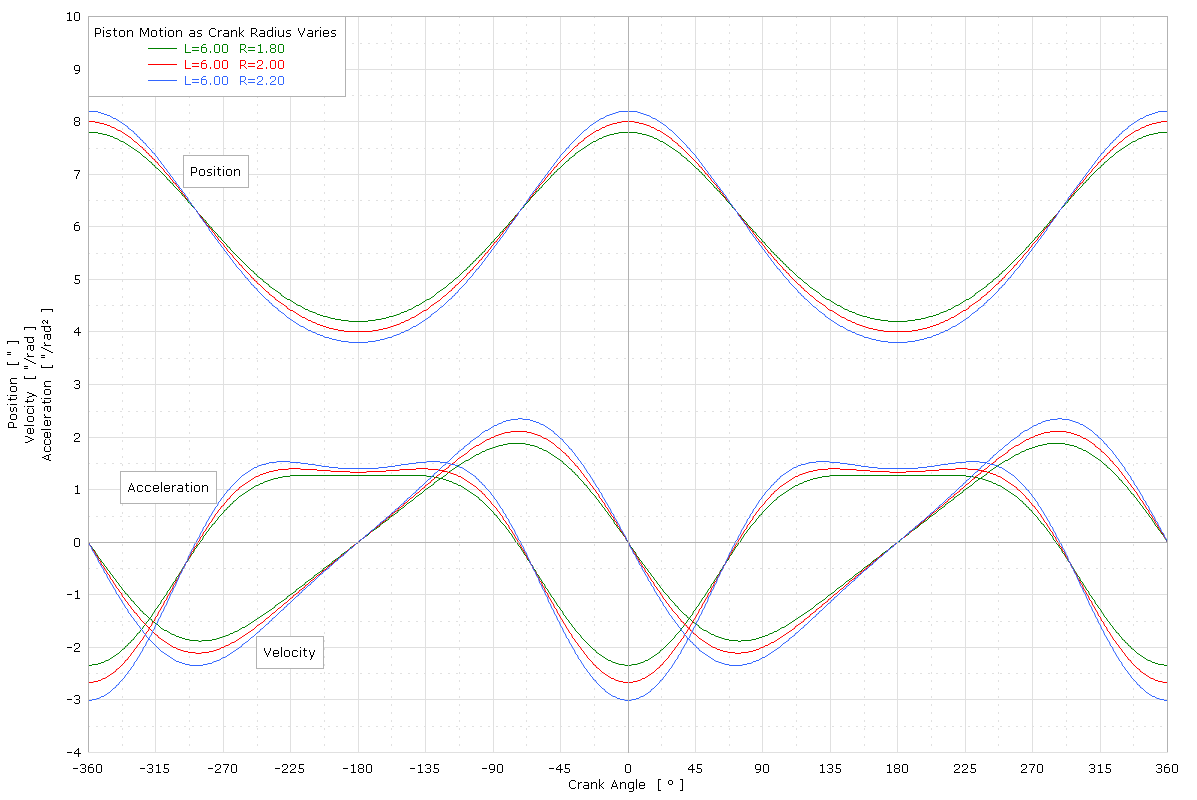
Diagram över position (tum), hastighet (tum/grad) och acceleration (tum/grad*grad) för ett varv (360 grader). Färgerna anger värdena vid olika förhållande mellan vevstakslängd och vevslängsradie.

Position: 
{\displaystyle l^{2}-r^{2}=x^{2}-2\cdot r\cdot x\cdot \cos A}
{\displaystyle l^{2}-r^{2}=x^{2}-2\cdot r\cdot x\cdot \cos A+r^{2}[(\cos ^{2}A+\sin ^{2}A)-1]}
{\displaystyle l^{2}-r^{2}+r^{2}-r^{2}\sin ^{2}A=x^{2}-2\cdot r\cdot x\cdot \cos A+r^{2}\cos ^{2}A}
{\displaystyle l^{2}-r^{2}\sin ^{2}A=(x-r\cdot \cos A)^{2}}
{\displaystyle x-r\cdot \cos A={\sqrt {l^{2}-r^{2}\sin ^{2}A}}}
{\displaystyle x=r\cos A+{\sqrt {l^{2}-r^{2}\sin ^{2}A}}}
Hastighet:
{\displaystyle {\begin{array}{lcl}x'&=&{\frac {dx}{dA}}\\&=&-r\sin A+{\frac {({\frac {1}{2}}).(-2).r^{2}\sin A\cos A}{\sqrt {l^{2}-r^{2}\sin ^{2}A}}}\\&=&-r\sin A-{\frac {r^{2}\sin A\cos A}{\sqrt {l^{2}-r^{2}\sin ^{2}A}}}\end{array}}}
Acceleration:
{\displaystyle {\begin{array}{lcl}x''&=&{\frac {d^{2}x}{dA^{2}}}\\&=&-r\cos A-{\frac {r^{2}\cos ^{2}A}{\sqrt {l^{2}-r^{2}\sin ^{2}A}}}-{\frac {-r^{2}\sin ^{2}A}{\sqrt {l^{2}-r^{2}\sin ^{2}A}}}-{\frac {r^{2}\sin A\cos A.(-{\frac {1}{2}})\cdot (-2).r^{2}\sin A\cos A}{\left({\sqrt {l^{2}-r^{2}\sin ^{2}A}}\right)^{3}}}\\&=&-r\cos A-{\frac {r^{2}(\cos ^{2}A-\sin ^{2}A)}{\sqrt {l^{2}-r^{2}\sin ^{2}A}}}-{\frac {r^{4}\sin ^{2}A\cos ^{2}A}{\left({\sqrt {l^{2}-r^{2}\sin ^{2}A}}\right)^{3}}}\end{array}}}